# Ritratto di Eleonora di Toledo col figlio Giovanni

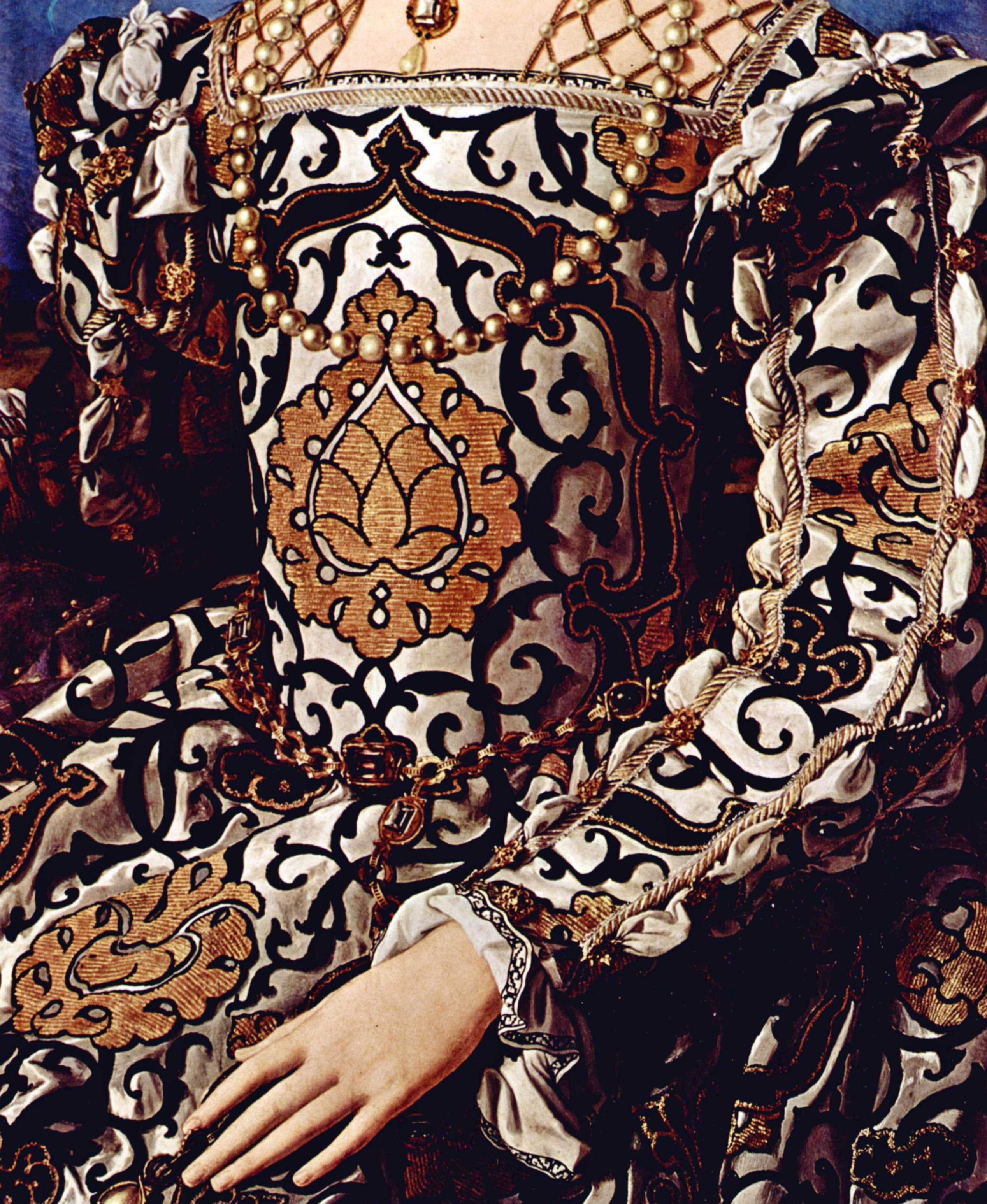
Dettaglio del vestito

Il Ritratto di Eleonora di Toledo col figlio Giovanni è un dipinto a olio su tavola (115×96 cm) di Agnolo Bronzino, databile al 1545 e conservato nella Galleria degli Uffizi a Firenze.
A lungo esposto nel cuore del museo (la Tribuna), a partire dal 2012 è collocato nelle sale rosse dei Nuovi Uffizi.

## Storia
L'opera ritrae la duchessa di Firenze Eleonora di Toledo, moglie di Cosimo I de' Medici, in compagnia di uno dei suoi undici figli, probabilmente Giovanni nato nel 1543 e destinato a diventare cardinale. Il ritratto fu dipinto nell'estate del 1545, durante un soggiorno della famiglia ducale alla Villa medicea di Poggio a Caiano, che si intravede nello sfondo. Era forse per quest'opera che, nel 1545, Bronzino chiedeva del blu al maggiordomo di corte Pier Francesco Riccio.
L'identificazione tradizionale del bambino era Garzia, settimo figlio della coppia, ma la datazione  al 1545 che oggi è di solito accettata, rende possibile solo che si tratti di Giovanni,  1543 e che quindi in quella data aveva circa due anni. Sia alla donna che al bambino Bronzino dedicò altri ritratti, ma questo è sicuramente il più celebre, un vero e proprio manifesto della rarefatta arte di corte al tempo di Cosimo e uno degli esiti più emblematici della ritrattistica del Cinquecento italiano.

### Il mistero del vestito

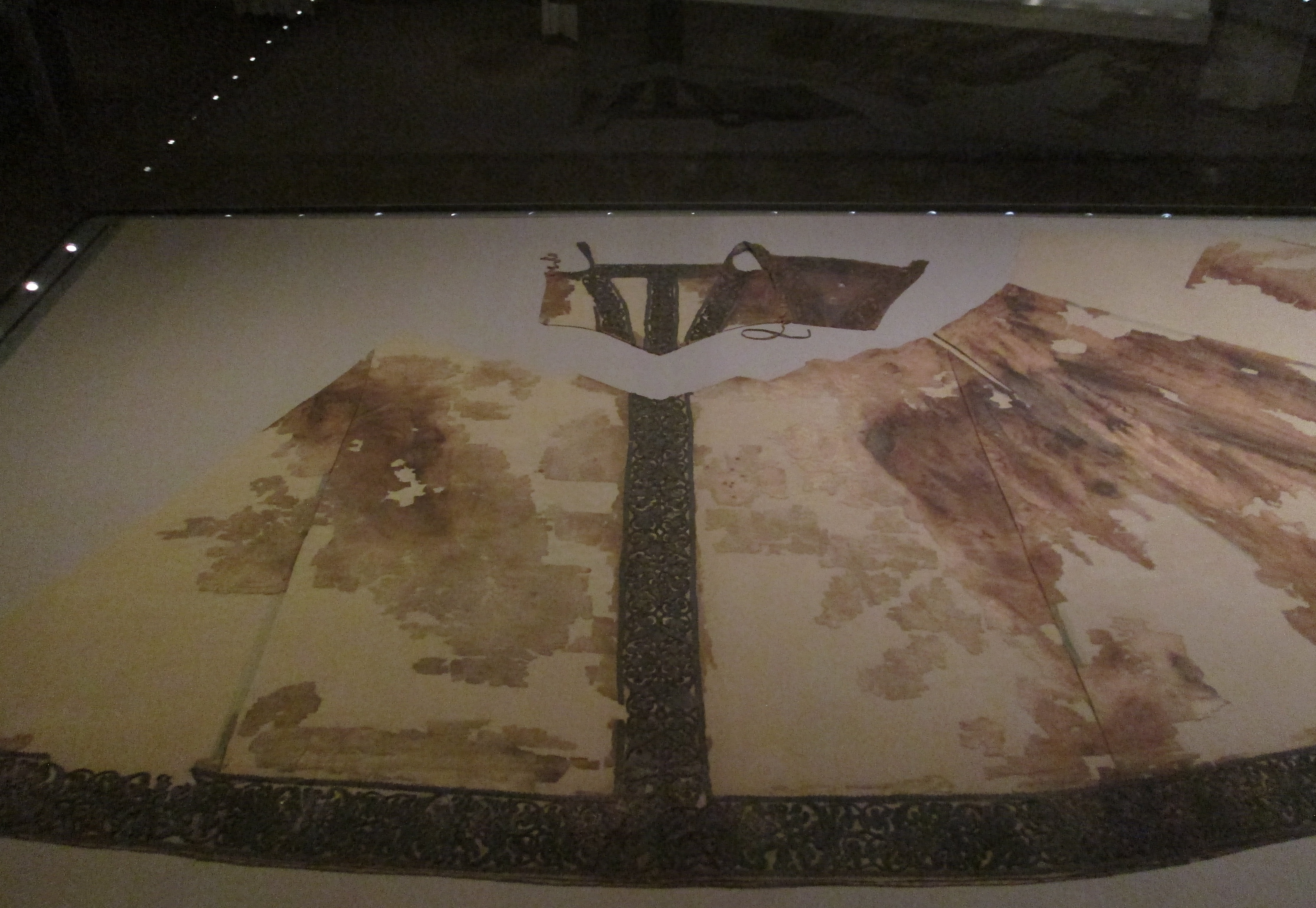
Abito funebre di Eleonora di Toledo, esposto nella Galleria del Costume di Palazzo Pitti.

Per molto tempo si è creduto che Eleonora fosse stata sepolta con lo stesso vestito presente in questo ritratto: tale notizia fu diffusa dopo la ricognizione nelle Cappelle medicee del 1857, nei cui atti erano stati dapprima genericamente elencate «le ricche vesti foggiate secondo la moda della metà del secolo XVI, e più alcune trecce di capelli di color biondo tendente al rosso, attorte da una cordicella d'oro e simili in tutto a quelli dipinti dal Bronzino nel ritratto di questa principessa», cui seguiva una descrizione dell'abito: «la veste che lo ricuopre, non poco lacera, è di raso bianco, lunga fino a terra e riccamente ricamata a gallone nel busto, lungo la sottana e nella balza da piè». Delle esumazioni del 1857 non esiste documentazione fotografica. La descrizione fornita, seppur generica, è coerente con la foggia del vero abito funebre indossato da Eleonora, ma potrebbe altresì ricordare vagamente il più celebre abito del ritratto del Bronzino.
Con la seconda esumazione delle salme medicee, avvenuta tra il 1945 e il 1949 sotto la guida di Gaetano Pieraccini, la bara di Eleonora fu nuovamente aperta e, parimenti agli altri suoi parenti, il suo corpo fu analizzato e studiato, dopo essere stato preventivamente privato delle ricche vesti. Queste ultime furono a lungo conservate, lacere, consunte e ammucchiate, nei depositi del Museo del Bargello. L'abito di Eleonora, effettivamente di raso bianco decorato con fasce ricamate a galloni dorati, ma dalla foggia molto diversa rispetto all'abito del ritratto, dopo un lungo e complesso restauro, è stato ricomposto ed esposto nella Galleria del Costume di Firenze, senza tuttavia permetterne un'esposizione tridimensionale a causa delle fragilissime condizioni in cui versa.

## Descrizione e stile
Lo sfondo scuro, apparentemente piatto, si illumina attorno al viso di Eleonora, ritratta seduta col figlio accanto in piedi. In realtà, a ben guardare, si scopre che non si tratta di una parete ma di un cielo plumbeo con, in lontananza, una veduta di una tenuta, probabilmente quella di Poggio a Caiano, a cui la famiglia ducale era particolarmente legata.
Bronzino creò un ritratto ufficiale che rispecchia l'ideale cinquecentesco di potere assoluto: le forme dei protagonisti sono levigate, prive di forti contrasti chiaroscurali, illuminate da una luce fredda che le blocca nella rigidità della posa ufficiale. Depurati da qualsiasi imperfezione naturale, i protagonisti appaiono imperturbabili e decorosi, degni del loro ruolo di sovrani.
L'attenzione dell'artista si concentrò soprattutto nella descrizione precisa dell'abbigliamento, che qualifica con immediatezza il rango dei personaggi. L'elaboratissimo abito indossato dalla donna, reso perfettamente nella sua tridimensionalità e materialità dal Bronzino, mostra un corpetto aderente, una rete di cordoncino dorato con perle sulle spalle, maniche ampie con tagli dai quali sbuffa la camicia bianca sottostante e un'ampia gonna. al centro del petto risalta il motivo stilizzato della melagrana, derivato dalle damascature e, in questo caso, simboleggiante la fecondità della donna e presente anche nelle ghirlande sulla volta della Cappella di Eleonora in Palazzo Vecchio, affrescata sempre dal Bronzino.
Si tratta di un broccato ricamato alla spagnola e può essere considerato una sorta di pubblicità dell'industria della seta fiorentina, decaduta nei primi difficoltosi anni del Cinquecento e rinata sotto il regno di Cosimo I.
Eleonora indossa numerosi gioielli, che testimoniano la sua straordinaria ricchezza (personale, oltre che del marito). Perle di varie dimensioni e sfumature si trovano al collo (due fili, uno con un pendente d'oro con grosso diamante e perla a goccia), agli orecchi (a goccia), sulla rete che copre le spalle e sulla scuffia. La preziosa cinta d'oro, decorata con pietre e con una nappina pure di perle, fu forse realizzata dall'orafo Benvenuto Cellini. La sua mano affusolata non indossa anelli.
Sebbene l'artista cercasse di creare un ritratto cerimoniale e dotato di astrazione, sono state lette varie emozioni sui volti dei protagonisti, da una certa malinconia di Eleonora (o piuttosto una certa solenne alterigia), all'irrequietezza del bambino, che sembra cercare con gli occhi vispi un diversivo allo stare in posa.